# Iglesia de San Martín (Rivert)

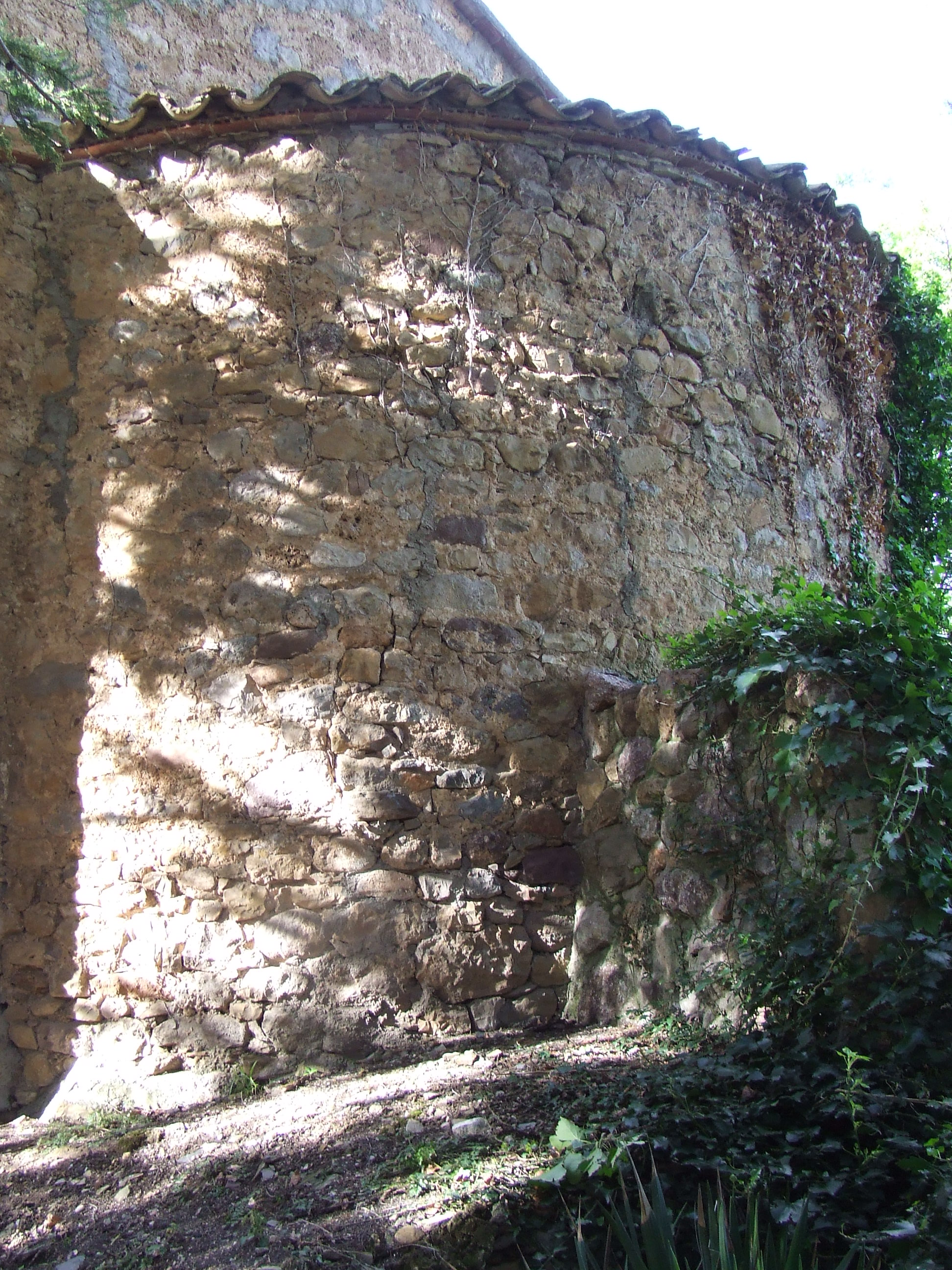
Ábside de la iglesia.

San Martín de Rivert es la iglesia parroquial de estilo románico del pueblo de Rivert, perteneciente al municipio de Conca de Dalt, en el Pallars Jussá, en la provincia de Lérida. Hasta 1969 formaba parte del término municipal de Toralla y Serradell.

## Descripción
Situada en medio del pueblo de Rivert, es un edificio de una sola nave con ábside semicircular a levante. Modernamente, se añadieron capillas en la nave, además de reforzarse con contrafuertes. Tiene un par de ventanas también románicas, una de doble derrame en el centro del ábside y una simple en el lado del mediodía. El aparejo muestra que es un edificio del siglo XI.